# Рекламные инструменты «ВКонтакте»
Рекламная сеть «ВКонтакте» (РСВК) позволяет размещать объявления из социальной сети на других сайтах, опираясь на данные таргетинга по интересам пользователей, социально-демографическим характеристикам, а также по местоположению.
Обслуживанием сети занимается сервис SocialTank, совместное предприятие ВКонтакте и сервиса Creara Media.
Информация о пользователях для таргетинга берётся в основном из профиля ВКонтакте, но также учитываются посещения и переходы на сайты с установленной кнопкой «Мне нравится».
Сервис был запущен 15 ноября 2012 в режиме закрытого бета-тестирования. Полный переход на SocialTank был осуществлен в марте 2013 года. В системе могут принимать участие только сайты на платных хостингах и с посещаемостью не менее 300 чел/день в течение месяца до подачи заявки. Проект пока имеет премодерацию. Плата осуществляется за клики по аукционной системе.
Прямыми конкурентами системы являются Яндекс.Директ и Google AdWords.

## Биржа рекламы
Биржа рекламы «ВКонтакте» была создана руководством соцсети для вывода рекламного рынка в сообществах из тени.
Слухи о создании биржи просочились с СМИ ещё летом 2013 года и вызвали негативную реакцию у некоторых руководителей сообществ в соцсети. Закрытое тестирование началось 18 октября 2013 года, в нём принимали участие администраторы крупнейших групп. Спустя две недели, 5 ноября, биржа стала доступна сообществам с дневной аудиторией не менее 100 тысяч посетителей.
Функциональность биржи позволяет будущим рекламодателям знакомиться со статистикой сообществ: численностью, половозрастным соотношением, географическим положением и т. д. Конечное решение относительно стоимости рекламного сообщения принимает владелец группы, но планка её не должна опускаться ниже 100 рублей. Шкала расчёта комиссии прогрессивная, но не более 45 %.

## Контекстный таргетинг
С 15 сентября 2020 года продвижение доступно через ключевые фразы.